# Боротьба за свій шлях
Боротьба за свій шлях (кор. 쌈 마이웨이, інша назва — Мій тернистий шлях) — південнокорейський романтично-комедійний телесеріал що транслювався щопонеділка та щовівторка з 22 травня по 11 липня 2017 року на телеканалі KBS2.

## Сюжет
Ко Дон Ман та Чхве Е Ра дружать з дитинства. Пізніше вони ходили до однієї школи, по закінченні якої кожен з них мріяв побудувати успішну кар'єру. Так Дон Ман наполегливо тренувався щоб стати відомим тхеквондістом, а Е Ра завжди мріяла стати диктором на телебаченні. Але реалізувати свої мрії вкрай важко, тим більше коли ти родом з маленького містечка, та не маєш багатих батьків. Минають роки. Дон Ман через договірний поєдинок втрачає можливість стати професійним атлетом та працює дезінсектором травлячи клопів по оселях, але весь цей час глибоко в душі він мріє про реванш. Е Ра працює консультантом в великому магазині, вона ніколи не полишає думок про мікрофон користуючись найменшою можливістю скористатись ним. Одного разу їй практично вдалося отримати посаду диктора що читає рекламні об'яви в універмазі, але і на сей раз, в останній момент посада дісталась черговій доньці багатих батьків. Єдине що завжди допомагало їм не втрачати віри в себе це міцна дружба яка згодом переросла в справжне кохання.  

## Акторський склад

### Головні ролі
- Пак Со Джун — у ролі Ко Дон Мана[1]. Втративши можливість побудувати кар'єру професійного спортсмена через договірний бій, Дон Ман працює дезінсектором та веде тихе життя. Але глибоко в душі його дуже дратують успіхи на рінгу його колишнього суперника Кім Тхак Су, який користуючись зв'язками своєї впливової родини став зірковим бійцем змішаних єдиноборств. Одного разу під впливом свого колишнього тренера Дон Ман вирішує спробувати взяти реванш.
- Кім Чі Вон — у ролі Чхве Е Ри[2]. З самого дитинства Е Ру приваблює мікрофон, тож вона мріє стати диктором на телебаченні. Але скільки б вона не ходила на співбесіди, без престижного диплома отримати омріяну роботу неможливо, тож Е Ра працює консультантом в універмагу. До того ж їй не щастить в коханні бо всі хлопці з якими вона зустрічалася опинялись негідниками. Єдине що завжди допомагає їй не втрачати віри в себе це підтримка вірних друзів.
- Ан Че Хон[en] — у ролі Кім Чжу Мана[3]. Успішний менеджер в телемагазині. Друг Дон Мана. Вже 6 років живе разом з Соль Хї, але постійно відкладає весілля через бажання заробити більше грошей та придбати гарну квартиру.
- Сон Ха Юн[en] — у ролі Пек Соль Хї[4]. Найкраща подруга Е Ри з самого дитинства. Працює в кол-центрі того ж телемагазину де працює Чжу Ман. На відміну від своїх друзів, що мріють про успішні кар'єри, її мрія це просте тихе життя з коханим чоловіком.

### Другорядні ролі

#### Люди пов'язані з Дон Маном
- Кім Сон О[en] — у ролі Хван Чан Хо[5]. Тренер та друг Дон Мана. Крім тренерської роботи щовечора готує їжу, яку продає з фудтраку.
- Лі Ілля[en] — у ролі Пак Хе Ран[6]. Колишня дівчина Дон Мана з якою він зустрічався 10 років тому. Відома зірка яка після розлучення з впливовим чоловіком втратила майже все, і вирішила повернути собі Дон Мана.
- Кім Кан У — у ролі Кім Тхак Су[7]. Зірковий борець який досяг слави лише за допомогою договорних боїв, підкупу та шахрайств. Головний суперник Дон Мана.
- Сон Бьон Хо[en] — у ролі Ко Хьон Сіка. Батько Дон Мана. Звичайний менеджер в невеликій компанії.
- Кім Є Рьон[en] — у ролі Пак Сун Ян. Мати Дон Мана.
- Чо Ин Ю — у ролі Ко Дон Хї. Молодша сестра Дон Мана яка з дитинства пересувається на інвалідному візку.

#### Люди пов'язані з Чхве Е Ра
- Чон Бе Су — у ролі Чхве Чхон Гапа. Батько Е Ри який після втечі дружини виховував доньку самотужки. Колишній моряк. Тримає в маленькому приморському містечку невеликий рибний ресторан.
- Чін Хї Кьон[en] — у ролі Хван Бок Хї. Мати Е Ри. Колишня акторка яка була змушена покинути доньку та емігрувати до Японії. На батьківщину вона повернулась через 20 років разом з прийомним сином Нам Ілем.
- Ін Кьо Чжін — у ролі Кім Ін Кьо. Менеджер універмагу де працювала Е Ра.
- Квак Дон Йон — у ролі Кім Му Кі. Колишній хлопець Е Ри. Зрадив Е Рі з багатою жінкою набагато старшою за себе.
- Чхве У Сік — у ролі Пак Му Біна. Лікар, колишній однокласник Дон Мана. «Ботанік» який завжди заздрив успіхам Дон Мана.
- Кан Кі Дун[en] — у ролі Чан Кьон Гу. Телепродюсер який був закоханий в Е Ру.

#### Люди пов'язані з Чжу Маном
- Пхьо Йо Джін — у ролі Чан Йо Чжін[8]. Стажерка в компанії де працює Дон Ман. Донька багатих батьків яка за допомогою зв'язків своєї родини вирішила відбити Чжу Мана у Соль Хї.
- Кім Хий Чхан — у ролі Чхве. Голова відділу в якому працює Чжу Ман. Постійно натякає підлеглому як важливо в житті вигідно одружитися.
- О Йон Сіль — у ролі матері Чжу Мана.

#### Люди пов'язані з Соль Хї
- Лі Чон Ин — у ролі Гим Бок. Мати Соль Хї. Разом з чоловіком тримають єдальню.
- Кім Хак Сон — у ролі Пек Чхан Су. Батько Соль Хї.

#### Інші
- Ян Кі Вон — у ролі Чхве Вон Бо. Тренер Тхак Су.
- Чхе Дон Хьон — у ролі Ян Те Хия. Менеджер Тхак Су.
- Z.Hera[en] — у ролі Соні. Дівчина Тхак Су.
- Квак Сі Ян[en] — у ролі Кім Нам Іля. Всиновлений син Бок Хї.
- Джуліен Кан[en] — у ролі Джона Карлоса. Відомий боець та тренер змішаних єдиноборств. Взявся тренувати Дон Мана.
- Чон Сун Вон — у ролі Хан Ду Хо. Вихованець Чан Хо, який через складне фінансове становище перейшов до команди Тхак Су.

#### Головні герої в дитячому віці
- Чо Йон Хо — у ролі Ко Дон Мана.
- Лі Хан Со — у ролі Чхве Е Ри.
- Кім Ха Йон — у ролі Пек Соль Хї.
- Ко На Хї — у ролі Ко Дон Хї.

## Рейтинги
- Найнижчі рейтинги позначені синім кольором, а найвищі — червоним кольором.

| Серія    | Прем'єра       | Рейтинг              | Рейтинг      | Рейтинг              | Рейтинг     |
| Серія    | Прем'єра       | TNmS Ratings         | TNmS Ratings | AGB Nielsen          | AGB Nielsen |
| Серія    | Прем'єра       | загальнонаціональний | Сеул         | загальнонаціональний | Сеул        |
| -------- | -------------- | -------------------- | ------------ | -------------------- | ----------- |
| 1        | 22 травня 2017 | 5,6%                 | 6,4%         | 5,4%                 | 6,2%        |
| 2        | 23 травня 2017 | 6,4 %                | 6,7 %        | 6 %                  | 6,3 %       |
| 3        | 29 травня 2017 | 9,1 %                | 10,2 %       | 10,7 %               | 11,4 %      |
| 4        | 30 травня 2017 | 9 %                  | 10,9 %       | 10 %                 | 10,5 %      |
| 5        | 5 червня 2017  | 8,3 %                | 9,7 %        | 10,6 %               | 11,5 %      |
| 6        | 6 червня 2017  | 9,4 %                | 11,4 %       | 11,4 %               | 12,1 %      |
| 7        | 12 червня 2017 | 8,7 %                | 9,2 %        | 10,9 %               | 11,3 %      |
| 8        | 13 червня 2017 | 8,7 %                | 10,1 %       | 9,8 %                | 10,1 %      |
| 9        | 19 червня 2017 | 9,9 %                | 12 %         | 12,1 %               | 13,5 %      |
| 10       | 20 червня 2017 | 10,3 %               | 11,3 %       | 11,2 %               | 11,9 %      |
| 11       | 26 червня 2017 | 10,5 %               | 12,7% (4-й)  | 12 %                 | 13,2 %      |
| 12       | 27 червня 2017 | 8,5 %                | 9,4 %        | 11,9 %               | 13,1 %      |
| 13       | 3 липня 2017   | 11,2 %               | 11,6 %       | 12,6 %               | 13,5 %      |
| 14       | 4 липня 2017   | 11,4 %               | 11,5 %       | 13 %                 | 14,2 %      |
| 15       | 10 липня 2017  | 12% (5-й)            | 12,5 %       | 12,9 %               | 13,8 %      |
| 16       | 11 липня 2017  | 11,4 %               | 11,4 %       | 13,8% (4-й)          | 14,4% (4-й) |
| середній | середній       | 9,4%                 | 10,4%        | 10,9%                | 11,7%       |

## Нагороди
| Рік  | Нагорода                                | Категорія                                      | Отримувач                                                | Результат | Прим.  |
| ---- | --------------------------------------- | ---------------------------------------------- | -------------------------------------------------------- | --------- | ------ |
| 2017 | Премія Бренд року                       | Драма року                                     | «Боротьба за свій шлях»                                  | Перемога  | [ 10 ] |
| 2017 | 10-та Премія корейської драми           | Нагорода за майстерність (акторка)             | Сон Ха Юн                                                | Перемога  | [ 11 ] |
| 2017 | 31-ша Премія KBS драма                  | Нагорода за майстерність (актор мінісеріалу)   | Пак Со Джун                                              | Перемога  | [ 12 ] |
| 2017 | 31-ша Премія KBS драма                  | Нагорода за майстерність (акторка мінісеріалу) | Кім Чі Вон                                               | Перемога  | [ 12 ] |
| 2017 | 31-ша Премія KBS драма                  | Кращий актор другого плану                     | Кім Сон О                                                | Перемога  | [ 12 ] |
| 2017 | 31-ша Премія KBS драма                  | Кращий новий актор                             | Ан Че Хон                                                | Перемога  | [ 12 ] |
| 2017 | 31-ша Премія KBS драма                  | Netizen нагорода (чоловіки)                    | Пак Со Чжун                                              | Перемога  | [ 12 ] |
| 2017 | 31-ша Премія KBS драма                  | Netizen нагорода (жінки)                       | Кім Чі Вон                                               | Перемога  | [ 12 ] |
| 2017 | 31-ша Премія KBS драма                  | Краща пара                                     | Пак Со Джун та Кім Чі Вон                                | Перемога  | [ 12 ] |
| 2017 | 31-ша Премія KBS драма                  | Кращий OST                                     | Со Ин Кван, Ім Хьон Сік, Юк Сон Чже з BtoB («Ambiguous») | Перемога  | [ 12 ] |
| 2018 | 30-та Премія Корейських продюсерів      | Краща драма                                    | «Боротьба за свій шлях»                                  | Перемога  | [ 13 ] |
| 2018 | Премія KBS WORLD Global Fan             | Краща пара                                     | Пак Со Джун та Кім Чі Вон                                | Перемога  | [ 14 ] |
| 2018 | 13-та Сеульська міжнародна премія драми | Нагорода за майстерність в корейській драмі    | «Боротьба за свій шлях»                                  | Перемога  | [ 15 ] |
| 2018 | 13-та Сеульська міжнародна премія драми | Видатний корейський актор                      | Пак Со Джун                                              | Перемога  | [ 15 ] |